# Nassig
Der Ort Nassig liegt im Nordosten des Bundeslandes Baden-Württemberg und ist seit 1972 ein Teil der Großen Kreisstadt Wertheim im Main-Tauber-Kreis. Die Einwohnerzahl beläuft sich auf ca. 1300 Einwohner.

## Geographie

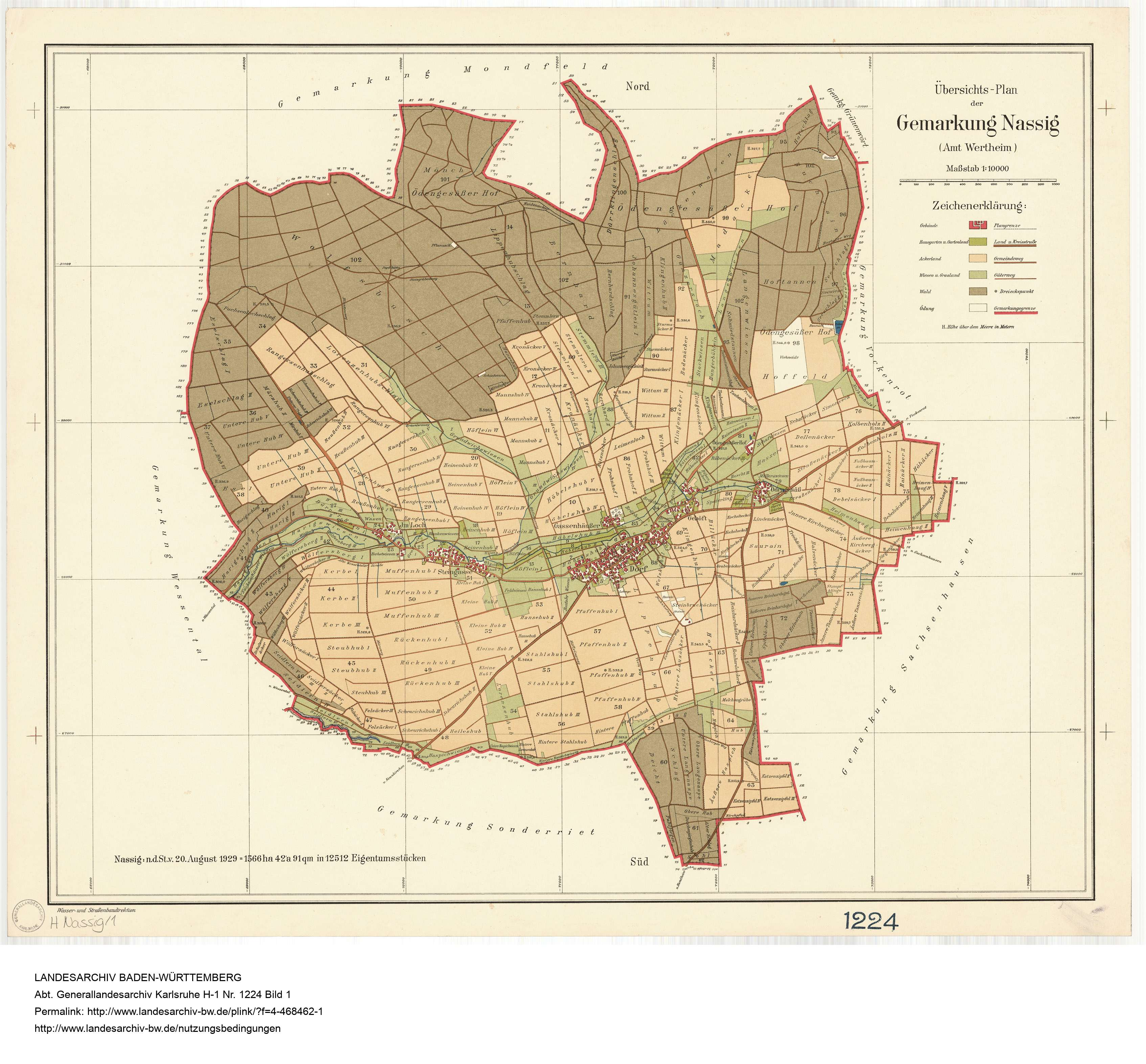
Gemarkung von Nassig, 1929

Auf der Gemarkung der ehemaligen Gemeinde Nassig liegen die Dörfer Nassig (⊙) und Ödengesäß (⊙), der im Ort aufgegangene Wohnplatz Ödengesäßer Hof (⊙) sowie die Weiler Im Tal (Im Loch) (⊙) und Steingasse (⊙). Die an Nassig angrenzenden Orte sind unter anderem Reicholzheim, Vockenrot, Grünenwört,  Sonderriet, Sachsenhausen (alle zu Wertheim gehörend) und Wessental (gehört zu Freudenberg).

## Geschichte
Die Ortschaft Nassig wurde im Jahr 1218 das erste Mal urkundlich erwähnt. Allerdings zeigen Waffen und Werkzeugfunde, dass im heutigen Gebiet von Nassig  bereits vor Christi Geburt  Menschen lebten.
Der Name der Ortschaft veränderte sich im Laufe der Ortsgeschichte mehrfach. Ursprünglich trug die Ortschaft den Namen Nazza. Weitere Namensentwicklungen führten über Nazzahe, Netzach, Nassawe und Nassach zum Namen Nassag (im 18. Jahrhundert) der sich später zum heutigen Namen Nassig wandelte.
Die letzten Kriegstage des Zweiten Weltkriegs trafen die Ortschaft sehr. Beim Angriff alliierter Truppen wurden Schule, Kirche sowie 28 Wohnhäuser und 64 Scheunen zerstört. Zahlreiche Soldaten ließen ihr Leben.
Am 1. Januar 1972 wurde Nassig in die Stadt Wertheim eingegliedert.

## Religion

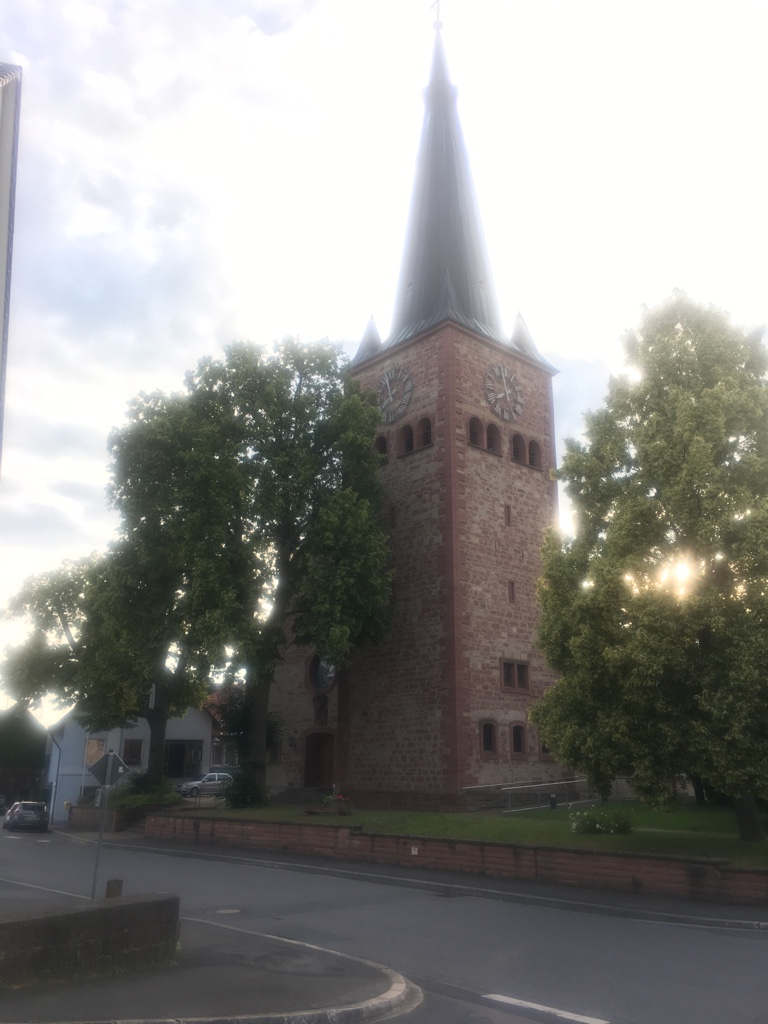
Die Auferstehungskirche in Nassig

Mit der Auferstehungskirche gibt es in Nassig eine evangelische Kirchengemeinde mit vier kleinen Diasporadörfer, in denen jedoch keine Gemeindeveranstaltungen stattfinden. Neben einem Gemeindehaus betreibt die Gemeinde auch einen evangelischen Kindergarten. Am 14. Februar 2016 übertrug das ZDF aus der Auferstehungskirche live einen Fernsehgottesdienst.

## Kultur und Sehenswürdigkeiten

### Rad- und Wanderwege
Nassig liegt am Radweg Liebliches Taubertal – der Sportive.

### Regelmäßige Veranstaltungen
Eine große Attraktion ist in Nassig das Westernfest in Nassig Forest mit verschiedenen Veranstaltungen. So spielte dort beispielsweise im Jahr 2006 die Band Truck Stop.